# Seleț, Dubrovîțea
Seleț (în ucraineană Селець) este localitatea de reședință a comunei Seleț din raionul Dubrovîțea, regiunea Rivne, Ucraina.

## Demografie
Componența lingvistică a localității Seleț
     Ucraineană (99,54%)
     Alte limbi (0,4%)
Conform recensământului din 2001, majoritatea populației localității Seleț era vorbitoare de ucraineană (99,54%), existând în minoritate și vorbitori de alte limbi.